# Ложнодождевик луковичный
Ложнодождеви́к лу́ковичный, или Склеродерма луковичная (лат. Sclerodérma cépa) — несъедобный, слабо-ядовитый гриб-гастеромицет рода Ложнодождевик семейства Ложнодождевиковые.

## Названия
Биноминальное название Scleroderma cepa Pers. дано в 1801 г. Х.Г. Персоном.
Родовое наименование гриба Scleroderma происходит от греческих слов σκληρός (scleros), твёрдый, жёсткий, и δέρμα (derma), кожа; видовой эпитет cepa — от латинского cepa, лук.

## Описание
Плодовое тело подземное, позже наземное, 1,5—6 см диаметром, шаровидное, у зрелых грибов — уплощённое вплоть до подушковидного. Ножка отсутствует. Основание суженное, складчатое, заканчивающееся густым пучком корневидных мицелиальных волокон, реже — образующее ложную ножку.
Перидий  у молодых грибов 1—3 мм толщиной, плотный, кожистый, гладкий, белый; с возрастом более тонкий (менее 0,5 мм), чешуйчатый или трещиноватый, особенно в верхней части плодового тела, часто ареолированный, желтовато- или охристо-коричневый, при надрезах и надавливании темнеющий до винно-красного или фиолетово-коричневого (особенно в основании); при созревании плодового тела неровно разрывается или распадается на лопасти, обнажая глебу.
Глеба белая, плотная, затем фиолетово-чёрная или чёрная с беловатыми прожилками, у зрелых грибов становится желтовато-бурой, буроватой и распадается на споровый порошок. Запах грибной, вкус невыраженный или горьковатый.
Споры 7—10 x 7—10 мкм, шаровидные, шиповатые (шипы ок. 1,5 мм длиной), но без сетчатого орнамента, черновато-бурые.

## Экология и распространение
Встречается одиночно или небольшими группами на почве, под лиственными и хвойными деревьями и кустарниками, в редкотравье, в садах, на обочинах дорог и т.п., в конце лета — осенью после достаточного количества осадков.

## Сходные виды
Подобно другим ложнодождевикам, Scleroderma cepa отличается от настоящих дождевиков (родов Calvatia, Lycoperdon и т.д.) жёстким, кожистым перидием и тёмно-фиолетовой глебой, которая долгое время остаётся плотной.

### Родственные виды ложнодождевиков[3]
От наиболее распространённого ложнодождевика обыкновенного отличается не бородавчатым, а чешуйчатым или ареолированным перидием и шиповатыми спорами, лишёнными сетчатого орнамента.
Однако существует большая группа ложнодождевиков с чешуйчатым или трещиноватым желтовато-коричневым перидием и фиолетово-чёрной глебой, которые можно различить, главным образом, по микроскопическим признакам. Такие внешние признаки, как окраска перидия, покраснение перидия при надрезах и отсутствие, либо наличие ложной ножки, варьируются в зависимости от условий произрастания ложнодождевика.
С ложнодождевиком луковичным сходны и иногда объединяются в единую группу:
- Scleroderma flavidum, иногда рассматриваемый как форма Scleroderma cepa. Его перидий не приобретает красноватой окраски при повреждении, а при созревании гриба, как правило, раскрывается на несколько лопастей. Споры идентичны спорам Scleroderma cepa.
- Scleroderma laeve обладает большим сходством с Scleroderma cepa, отличаясь лишь более крупными (9—15 мкм) спорами.
- Scleroderma albidum также отличается крупными (12—17 мкм) спорами.
- Scleroderma reae, произрастающий преимущественно в сухих местах, отличается частично сетчатыми, крупными (9—18 мкм) спорами.
- Scleroderma floridanum также обладает частично сетчатыми спорами; перидий разрывается «звёздчато», на доли; данный гриб встречается исключительно в субтропиках и тропиках.
- Такие виды, как Scleroderma bovista, Scleroderma fuscum, Scleroderma hypogaeum и Scleroderma michiganense отличаются полностью сетчатыми спорами.

## Пищевые качества
Ядовитый гриб. Даже в небольших количествах может вызвать пищевое отравление. Токсичность усиливается по мере созревания гриба.